# Filosporella annelidica
Filosporella annelidica är en svampart som först beskrevs av Shearer & J.L. Crane, och fick sitt nu gällande namn av J.L. Crane & Shearer 1977. Filosporella annelidica ingår i släktet Filosporella, divisionen sporsäcksvampar och riket svampar.   Inga underarter finns listade i Catalogue of Life.